# Ээл2

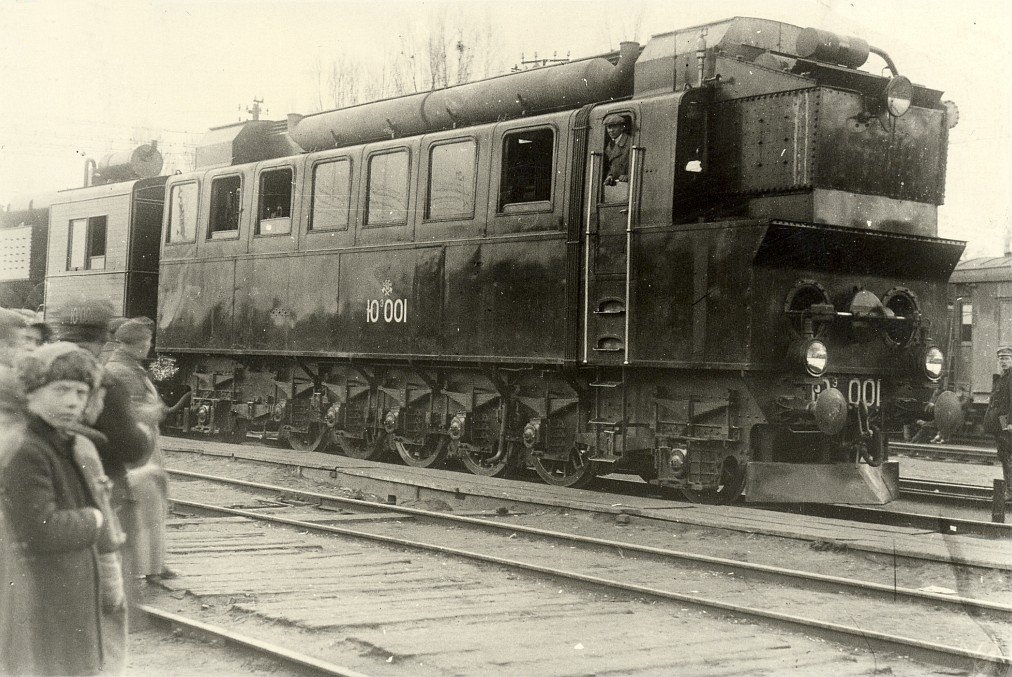
Тепловоз Ю^{э}001 с тендером.

Ээл2 (эквивалентен паровозу Э, с электрической передачей, № 2 (под № 1 подразумевался Щэл), первоначально Юэ001, позже непродолжительно Э-ЭЛ-2) — один из двух первых в мире магистральных тепловозов, наряду с Щэл1 Я. М. Гаккеля.

## История
Магистральный тепловоз был разработан под руководством профессора Ю. В. Ломоносова по личному указанию В. И. Ленина и построен в 1924 году на немецком заводе Эсслинген (бывший Кесслер) близ Штутгарта, Веймарская республика. Проектирование велось при непосредственном участии советских инженеров Н. А. Добровольского, В. Б. Меделя и других.
Тепловоз типа 1-50−1 был обозначен заводом HDOI, строился с августа 1923 года и был готов 5 июня 1924 года. До ноября того же года тепловоз проходил испытания на специально построенной катковой станции завода Эсслинген.
Будучи одним из двух первых в мире, тепловоз Ээл2 имел ряд «детских болезней» и отдельных конструктивных недостатков. Однако он показал себя абсолютно пригодным к практической работе с поездами, достаточно хорошим, по ряду показателей, и весьма надёжным локомотивом.
Чтобы лучше оценить надёжность и продуманность конструкции Ээл2, достаточно вспомнить, что из эксплуатации он был выведен в 1954 году «по моральному устареванию» вполне исправным. В то же время немецкий («Крупп») тепловоз NSB Di 1, построенный в 1942 году (почти через 20 лет!), считался весьма капризным, часто ломался и отстранён от работы тоже в 1954 году.
После переделки тепловоза в сентябре 1924 года были произведены повторные испытания, во время которых выявилось неудовлетворительное распределение нагрузок по осям. Вторая переделка (с изменением балансиров) закончена 22 октября 1924 года. После этого тепловоз испытывался параллельно с паровозом Эг5570, в результате испытаний ему была дана техническая оценка комиссией, состоящей из советских представителей и крупных немецких учёных и специалистов.
В результирующей части протокола этой комиссии было отмечено следующее: «судя по результатам опытов над тепловозом Ю № 001 создание этого тепловоза и опыты с ним вывели идею тепловоза из стадии академического изучения и воплотили её в формы, пригодные для несения регулярной товарной службы».

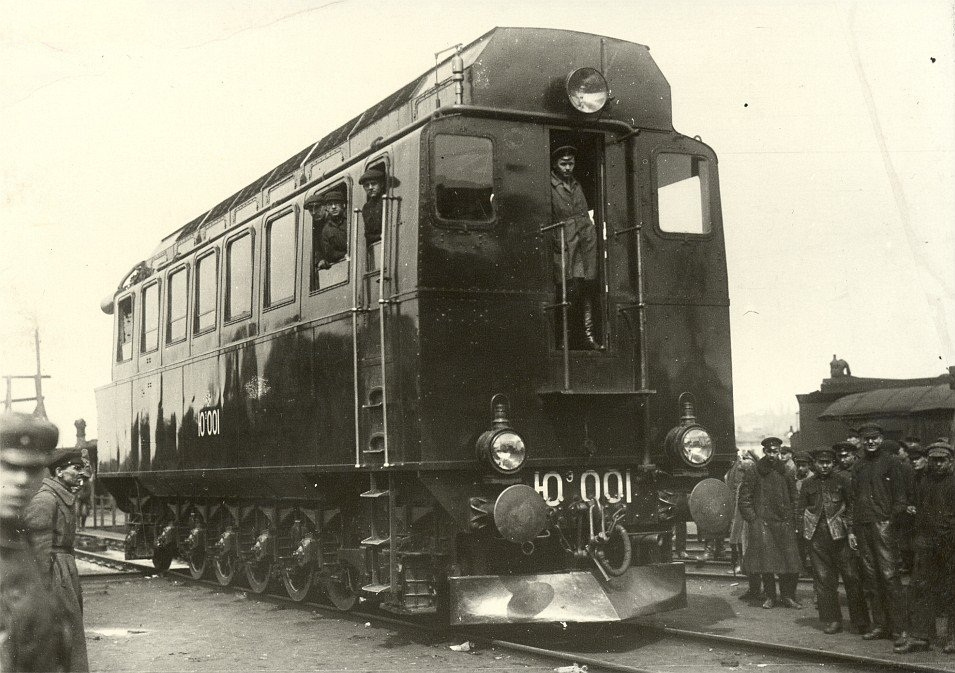

Таким образом, Ээл2 сыграл выдающуюся роль в мировом тепловозостроении, так как явился, наряду с Щэл1, первым тепловозом с электропередачей постоянного тока, благодаря чему имел гиперболическую тяговую характеристику. Первый выезд Ээл2 (тогда ещё Юэ001) стал мировой технической сенсацией. Ээл2 многократно описан в мировой технической литературе, он дал толчок для возникновения мирового тепловозостроения как отрасли. Послужил основой для опытной серии тепловозов.